# Яя Банана
Яя Банана (фр. Yaya Banana, нар. 29 липня 1991, Маруа) — камерунський футболіст, захисник, півзахисник клубу «Паніоніос» і національної збірної Камеруну.

## Клубна кар'єра
У дорослому футболі дебютував 2008 року виступами за команду клубу «Ашілл» (Яунде), в якій провів один сезон. 
Своєю грою за цю команду привернув увагу представників тренерського штабу клубу «Есперанс», до складу якого приєднався 2009 року. Відіграв за команду зі столиці Тунісу наступні три сезони своєї ігрової кар'єри.
Згодом з 2012 по 2018 рік грав у складі команд клубів «Сошо», «Лозанна», «Платаніас», «Паніоніос» та «Олімпіакос».
До складу клубу «Паніоніос» приєднався на умовах оренди з «Олімпіакоса» 2018 року на правах оренди.

## Виступи за збірні
Протягом 2009–2011 років залучався до складу молодіжної збірної Камеруну. На молодіжному рівні зіграв у 14 офіційних матчах, забив 1 гол.
У 2015 році дебютував в офіційних матчах у складі національної збірної Камеруну.

## Титули і досягнення
- Володар Кубка Тунісу (1): 2010-2011